# Jean-Auguste de Palatinat-Lützelstein
Jean-Auguste de Palatinat (en allemand : Johann August) (26 novembre 1575 – 18 septembre 1611) est le co-duc de Veldenz de 1592 jusqu'en 1598 et le duc de Lützelstein de 1598 jusqu'en 1611.

## Biographie
Jean-Auguste est né en 1575, et est le deuxième fils survivant de Georges-Jean de Palatinat-Veldenz. Son père est mort en 1592, et Jean-Auguste et de ses frères lui succèdent sous la régence de leur mère Anne Marie de Suède. En 1598, les frères ont partagé les territoires; Jean Auguste reçu le Comté de Lützelstein. Il mourut dans le Château de Lemberg en 1611, et a été enterré à Lützelstein. Il fut remplacé par son frère cadet, Georges-Jean.

## Mariage
Jean-Auguste épouse Anne-Élisabeth de Palatinat (23 juin 1549 – 20 septembre 1609), fille de l'Électeur Frédéric III du Palatinat, en 1599. Le mariage est resté sans enfant.